# Camposiana emarginata
Camposiana emarginata är en tvåvingeart som beskrevs av Townsend 1915. Camposiana emarginata ingår i släktet Camposiana och familjen parasitflugor.
Artens utbredningsområde är Ecuador. Inga underarter finns listade.